# Экзосомы

Схема образования экзосом. Судьба эндосомы зависит от маркировки её мембраны определёнными липидами: если она помечена лизобисфосфатидиловой кислотой (красные точки), то её содержимое будет уничтожено, а если церамидами — вытолкнуто из клетки наружу. Руководят этими процессами ГТФазы Rab, различные члены этого семейства белков выполняют разные функции: Rab5 руководит образованием эндосомы, Rab7 организует деградацию содержимого мультивезикулярной эндосомы в лизосоме, а Rab11, Rab27 и Rab35 необходимы для секреции экзосом во внеклеточное пространство. Показано, что экзосомы содержат порядка 4000 различных белков, более 1500 разных микроРНК и мРНК, а также ДНК

Экзосомы — микроскопические внеклеточные везикулы (пузырьки) диаметром 30—100 нанометров, выделяемые в межклеточное пространство клетками различных тканей и органов. Полость экзосом имеет цитоплазматическое происхождение и содержит белки, РНК и липиды, мембрана экзосом образуется в результате впячивания внутрь эндосомальной мембраны.
Экзосомы обнаружены в различных тканевых жидкостях организма, таких как  сыворотка крови, спинномозговая жидкость, а также в моче, слюне и грудном молоке.
Функции экзосом разнообразны: межклеточная коммуникация, участие в секреции белков, облегчение иммунного ответа и многое другое. Однако роль экзосом полностью ещё не изучена.

## История
Экзосомы были впервые описаны в 1983 году при исследовании дифференцировки ретикулоцитов. В 1985 году было показано, что в процессе созревания ретикулоцитов экзосомы принимают участие в изменении структуры мембран путём выведения рецепторов трансферрина. Первоначально экзосомы рассматривали как «резервуары» для удаления избытка цитоплазмы. В конце 1990-х годов было показано, что экзосомы принимают участие в регуляции иммунных реакций организма, что свидетельствовало об их значимости для межклеточных взаимодействий.
В 2007 году были описаны многочисленные микроРНК и мРНК, которые экзосомы переносят в клетки-мишени, в связи с чем интерес к этим внеклеточным везикулам значительно вырос. При изучении культур эмбриональных стволовых клеток было показано, что экзосомы способны обеспечивать горизонтальный перенос мРНК между клетками. Экзосомы переносят в предшественники клеток крови специфические мРНК, что приводит к фенотипическим изменениям клеток-реципиентов.
В настоящее время предполагается, что нуклеиновые кислоты, переносимые экзосомами, участвуют в эпигенетическом наследовании.

## Происхождение

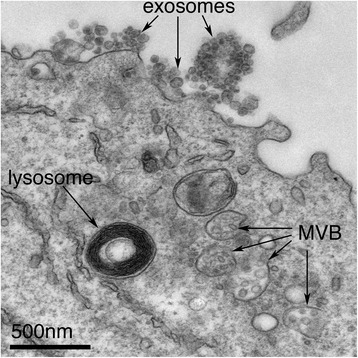
Мультивезикулярные тельца (MVB), содержащие интралюминальные пузырьки, сливаются с клеточной мембраной, при этом пузырьки становятся экзосомами (exosomes). Изображение B-лимфоцита, трансформированного вирусом Эпштейна-Барр.

Изучение образования экзосом играет важную роль для понимания роли экзосом в коммуникации между клетками и влияния экзосом на окружающие клетки. Образованию экзосом предшествует впячивание микродоменов плазматической мембраны, покрытых клатрином. Затем эндосомальный комплекс сортировки (англ. ESCRT) обеспечивает превращение впячиваний мембраны в ранние эндосомы, которые транспортируют убиквитинилированные продукты. Далее происходит повторное впячивание в ранние эндосомы, при этом образуются интралюминальные пузырьки (англ. ILVs), которые накапливаются и созревают внутри эндосом — мультивезикулярных телец. Мультивезикулярные тельца либо превращаются в лизосомы, где происходит деградация их содержимого, либо сливаются с плазматической мембраной (в таком случае их называют экзоцитарными мультивезикулярными тельцами), при этом интралюминальные пузырьки — экзосомы высвобождаются во внеклеточное пространство.

## Состав

### Белки
Белковый состав экзосом во многом отражает их происхождение из эндосом и несколько различается в зависимости от типа клеток, в которых они образуются. Тем не менее, экзосомы имеют сходный набор белков, в число которых входят белки-маркеры экзосом:
- CD63, CD81 и CD9, которые являются членами высококонсервативного семейства тетраспанинов, необходимых для связывания и транспортировки микроРНК, узнавания клетки-мишени и поглощения ею экзосомы[29];
- Alix (англ. apoptosis-linked gene 2-interacting protein)[30];
- Tsg101 (англ. tumour susceptibility gene 101) — компонент эндосомного белкового комплекса сортировки, необходимого для транспортировки и биогенеза экзосом[31];
- экзосомы, происходящие от клеток иммунной системы богаты MHCII и другими костимуляторными молекулами[32].

Помимо этого, экзосомы содержат различные ферменты, в частности, ГТФазы семейства Rab, которые способствуют слиянию мембран, и ферменты метаболизма, такие как пероксидазы, пируваткиназа, липидкиназы и енолаза-1; белки цитоскелета (например, актин и тубулин); тетраспанины (главным образом CD81, CD63 и CD9); белки мембранного транспорта, белки теплового шока HSP60, HSP70, HSP90; белки главного комплекса гистосовместимости, а также аннексины (регулируют изменения мембранного цитоскелета и механизмы слияния мембран) и другие. Также экзосомы могут нести на своей поверхности белки, участвующие во внутриклеточной передаче сигнала, например белки Wnt, которые активируют сигнальный путь Wnt в клетках-мишенях.
Механизмы, которые контролируют сортировку белков для загрузки их в экзосомы в настоящее время пока не вполне понятны. Предполагается, что важную роль в этом процессе играют пост-трансляционные модификации белков.

### Липиды
Экзосомы содержат большое количество липидов: церамиды, сфингомиелин, фосфатидилсерин, фосфатидидилэтаноламин, лизофосфатидилхолин, фосфатидилхолин, фосфатидилинозитол, холестерин и некоторые другие. Липиды не просто инертный материал экзосом, они влияют на биологическую активность последних. При биогенезе экзосом внутри мультивезикулярных телец липиды участвуют в организации их мембранной структуры. Для межклеточного переноса микроРНК требуются липиды-носители, образование которых регулируется церамидным путём, поэтому заблокировать перенос микроРНК экзосомами можно с помощью ингибитора нейтральной сфингомиелиназы — GW4869 — или ингибитора кислой сфингомиелиназы — дезипрамина.
На поверхности экзосом представлены углеводы: манноза, полилактозамин, α-2,6-сиаловая кислота и сложные N-концевые гликаны.

### Нуклеиновые кислоты
По сравнению с клетками, экзосомы содержат значительное количество малых РНК, однако в них мало или совсем нет рибосомальной РНК. Показано, что экзосомы содержат такие же молекулы РНК, что и клетки, из которых они образуются, причем внутри экзосом клеточные РНК защищены от деградации. Тем не менее, набор микроРНК в экзосомах не вполне отражает содержания микроРНК в родительских клетках, вероятно, существуют механизмы избирательной упаковки микроРНК в экзосомы.
МикроРНК экзосом функциональны и могут влиять на экспрессию генов в клетках-мишенях.
Модификации особыми шаблонами нуклеотидной последовательности, называемыми EXOmotifs, подвергаются микроРНК, которые подлежат активному экспорту в экзосому. Благодаря шаблону EXOmotif ядерный рибонуклеопротеиновый комплекс hnRNPA2B1 узнает эту микроРНК, связывает её, транспортирует в цитоплазму и загружает в экзосому. Процессы связывания в ядре и высвобождения микроРНК после доставки в экзосому регулируются присоединением белка SUMO — сумоилированием. Присоединив шаблон EXOmotif к выбранной исследователем микроРНК можно заставить клетку упаковывать её в экзосомы, чтобы затем использовать эти экзосомы в биомедицинских целях.
В частности, предполагается что при воспалении микроРНК для загрузки в экзосому должна иметь короткий мотиватор AAUGC, без которого микроРНК не может связаться с РНК связывающим белком FMRP (fragile X mental retardation protein), который направляет микроРНК в экзосому,  взаимодействуя с компонентами эндосомного сортировочного комплекса (ESCRT).
Помимо РНК, экзосомы содержат ДНК, которую они могут переносить из клетки в клетку. Известно, что внеклеточная жидкость, в том числе и плазма крови, содержит ДНКазы — ферменты, расщепляющие ДНК. В связи с этим, генетический материал должен быть защищён при передаче от одной клетки к другой, вероятно, именно в этом и состоит функция экзосом.

## Функции
Плазма крови человека содержит до трех миллионов экзосом в одном микролитре. В настоящее время к функциям экзосом относят: осуществление межклеточной коммуникации, передача необходимого генетического фенотипа от одной клетки в другую в процессе метаплазии, участие в неклассической секреции белков, облегчение иммунного ответа, презентация антигенов, в патогенезе болезней, связанных с расстройствами метаболизма и в развитии злокачественных опухолей.Экзосомы мочи содержат антимикробные белки и пептиды, а также бактериальные и вирусные рецепторы, благодаря чему способствуют иммунной защите мочевых путей. Кроме того, с помощью экзосом в организме может осуществляться координация процессов клеточного старения.
Экзосомы могут участвовать в ключевом пути взаимодействия между стволовыми клетками и их микроокружением — передаче микроРНК между клетками. РНК, которые экзосомы переносят и от одной клетки к другой, называют челночными РНК (англ. exosomal shuttle RNA — esRNA).
Показано участие экзосом в распространении вируса Эпштейна — Барр и прионов. Экзосомы, выделяемые клетками, инфицированными вирусом Эпштейна — Барр, содержат микроРНК, кодируемые вирусом. Внутри экзосом вирусные микроРНК могут попадать в неинфицированные клетки и проявлять в них биологическую активность.
Экзосомы, секретируемые В- и T-лимфоцитами, а также дендритными клетками, содержат микроРНК. Экзосомы переносят микроРНК во время образования иммунного синапса с Т-лимфоцитом, при этом микроРНК могут функционировать и в клетке-реципиенте. Экзосомы могут переносить биологически активные РНК от матери к ребёнку во время беременности и лактации, показано, что часть микроРНК молока находится в экзосомах.
Экзосомы могут перемещаться по организму, оставаясь невидимыми для клеток иммунной системы, в составе экзосом могут транспортироваться различные патогены, например, экзотоксин, выделяемый бактериями сибирской язвы.
Большое количество экзосом, заполненных антимикробными белками, находятся в носовой полости, обеспечивая моментальный иммунный ответ на бактерии, попадающие в дыхательные пути. Кроме того, экзосомы передают защитные антимикробные белки от передней части носа к задней вдоль дыхательных путей, тем самым предотвращая дальнейшее распространение инфекций.

## Диагностика заболеваний
Экзосомы переносят белки, липиды и нуклеиновые кислоты, которые являются биологическими маркерами состояния продуцирующих их клеток. Так как экзосомы широко представлены в биологических секретах организма (кровь, моча, молоко, слюна), биомаркеры экзосом могут быть использованы для диагностики различных заболеваний и определения стадии или факта прогрессии заболевания, определения схемы и эффективности его лечения. Исследования показывают, что белки и нуклеиновые кислоты в составе экзосом стабильны и присутствуют в количествах, достаточных для изучения при помощи высокочувствительных молекулярно-биологических методов, например, ПЦР.
Диагностика при помощи экзосом, вероятно, в ближайшее время станет доступна даже небольшим медицинским лабораториям, оснащенным обычной недорогой лабораторной микроцентрифугой. Этому способствует разработка очень простых, не требующих ультрацентрифугирования, методик выделения экзосом иммунопреципитацией с помощью моноклональных антител к поверхностным белкам экзосом, преципитации с помощью пептида Vn96, связывающегося с белком теплового шока на поверхности экзосомы, аффинным связыванием лектинами   или осаждением с использованием полимеров. Менее чем из одного миллилитра сыворотки крови или другой биологической жидкости можно получить достаточное количество РНК или белка, чтобы провести экспресс-диагностику. В 2013 году компания Cell Guidance Systems выпустила специальные хроматографические колонки для выделения высокоочищенных экзосом из крови за 1-2 часа. Пока эти колонки предназначены только для исследовательских целей.
Разработаны высокочувствительные аналитические приборы и методы для быстрого изучения циркулирующих микровезикул непосредственно в образцах крови пациентов. Для анализа кровь пропускают через чип, в котором микровезикулы маркируют с помощью моноклональных антител, связанных с магнитными наночастицами, а затем выявляют с помощью миниатюрной системы использующей ядерный магнитный резонанс.
В 2008 году показано, что опухолевые клетки глиобластомы секретируют экзосомы, содержащие мРНК, микроРНК и передающие таким образом генетическую информацию к окружающим тканями. В плазме крови семи из двадцати пяти пациентов с глиобластомой обнаружены экзосомы, содержащие опухолевый белок EGFRvIII. Таким образом, экзосомы, секретируемые опухолевыми клетками, могут быть выделены из плазмы крови и использованы для диагностики и подбора оптимальной терапии. В плазме крови пациентов с раком яичников обнаружена корреляция между концентрацией экзосом и стадией заболевания, причем общее количество экзосом в крови больных превышало количество экзосом у здоровых доноров. Разрабатываются системы диагностики урогенительных заболеваний, основанные на том, что мРНК, гиперэкспрессированные при раке простаты, выявляются в экзосомах мочи пациентов.
Анализ ДНК экзосом, полученных из образцов крови, может помочь определить наличие раковой опухоли в организме и выявить связанные с раком генетические мутации без необходимости дорогостоящей и небезопасной для пациента биопсии образца опухоли

## Доставка белков и РНК в клетки

Терапия с помощью экзосом

Экзосомы могут играть важную, но пока недооцененную роль в восстановлении структуры и функций повреждённых органов. Внеклеточные везикулы, секретируемые гемопоэтическими стволовыми клетками, мультипотентными клетками стромы и стволовыми клетками сердца, способны защитить от апоптоза клетки, уцелевшие в повреждённых тканях, стимулировать их пролиферацию и образование сосудов. Эти свойства экзосом связывают с тем, что их мембраны обогащены биологически активными липидами (например, сфингозин-1-фосфатом), на поверхности этих везикул обнаружены антиапоптотические и про-пролиферативные ростовые факторы и цитокины, например, фактор роста эндотелия сосудов, цитокины SCF и SDF-1.
С помощью экзосом можно направленно доставлять мРНК, регуляторные микроРНК и ферменты, необходимые для повышения регенерационных способностей клетки, в повреждённые ткани. Например, экзосомы полученные из мезенхимальных стволовых клеток, могут быть использованы для повышения жизнеспособности миокарда и предотвращения неблагоприятного ремоделирования миокарда после реперфузионной терапии инфаркта миокарда. Внутривенная инъекция искусственно модифицированных экзосом, узнающих кардиомиоциты и содержащих малые интерферирующие РНК, необходимые для нокдауна гена Meis1 (ключевого негативного регулятора пролиферации кардиомиоцитов), сможет помочь регенерации сердца после инфаркта.
Проследить за перемещениями белков и РНК из экзосомы после того как её поглотит клетка-мишень можно пометив их с помощью специальных флуоресцентных меток позволяющих отслеживать такие перемещения с помощью флуоресцентной микроскопии.

### Терапия
Выделяют три основных типа терапии при помощи экзосом — иммунотерапия, терапия малыми интерферирующими РНК и терапия классическими лекарственными средствами.
Экзосомы, содержащие опухолевые антигены внутри и/или на поверхности мембраны, выделяют из различных источников (асцитной жидкости пациента, первичной культуры опухолевых клеток и др.), а затем вводят пациенту, чтобы вызвать целенаправленный иммунный ответ.
Методами биоинженерии была получена культура дендритных клеток, производящих экзосомы, несущие мембранный белок Lamp2b, связанный с пептидом, узнающим нейроны. В выделенные из этой культуры экзосомы при помощи электропорации «загружали» малые интерферирующие РНК. Внутривенная инъекция таких экзосом, ориентированных на поиск нейронов, приводила к нокдауну гена, на который эти РНК были нацелены.
Лекарственные препараты могут быть размещены внутри экзосомы или на её мембране, что облегчает их целевую доставку в клетки и позволяет минимизировать деградацию (особенно в случае РНК или белков).  Экзосомы рассматривают в качестве возможной альтернативы липосомам в качестве средства доставки лекарств. Как и липосомы, они предохраняют своё содержимое от разрушения и могут переносить его через плазматическую мембрану. Экзосомы менее токсичны и лучше переносятся организмом, о чём свидетельствует их присутствие в биологических жидкостях. Обладая способностью избирательно находить клетки-мишени и проникать в них, экзосомы значительно повышают эффективность переноса лекарственных препаратов.
В качестве недорогого источника для массового производства экзосом можно использовать обыкновенное коровье молоко. Экзосомы молока  могут служить транспортным средством для доставки в клетки как гидрофильных, так и липофильных небольших молекул лекарственных препаратов. Разместив на внешней мембране экзосом молока такие лиганды как фолиевая кислота, можно добиться их избирательного попадания в опухолевые клетки.
Кроме того для получения экзосом, и особенно экзосом с мембранами и содержимым модифицированными для конкретных целей, 
могут быть использованы культуры мезенхимальных стволовых клеток человека (в том числе и генетически модифицированных клеток), которые обладают способностью к пролиферации и иммуносупрессивной активностью.  С целью конструирования экзосом с заданными параметрами состава мембран можно осуществлять слияние экзосом с липосомами различного липидного состава.
Показано, что экзосомы, получаемые из мезенхимальных стволовых клеток, могут помочь восстановлению после острого повреждения почки, печени, сердца, переломах костей, а также эпигенетически перепрограммировать функции опухолевых клеток путём переноса антиангиогенных микроРНК. Экзосомы из эмбриональных стволовых клеток могут способствовать восстановлению сердечных тканей после инфаркта.
Экзосомы, полученные из незрелых дендритных клеток, могут оказаться основой субклеточных вакцин для лечения аутоиммунных заболеваний.
Существенным препятствием на пути внедрения в клинику методов терапии аллогенными (взятыми от другого человека) экзосомами, является наличие в них белков главного комплекса гистосовместимости, которые, несмотря на иммуносупрессивную активность мезенхимальных клеток, создают потенциальную угрозу иммунного ответа. Поэтому ключевым фактором для потенциального клинического применения терапии экзосомами является тщательный подбор донорских клеток для производства экзосом, а также получение культур аутологичных мезенхимальных стволовых клеток пациента из индуцированных стволовых клеток. Ведутся исследования, направленые на создание методами генной инженерии мезенхимальных клеток, в которых синтез белков главного комплекса гистосовместимости подавлен — «универсальные экзосомы» из таких клеток могут стать одним из методов лечения от многих болезней.
Разработан пептид CP05, который связывается с CD63 белком наружной мембраны экзосом. Пептид CP05 можно использовать для выделения экзосом из сыворотки человека, а также для целенаправленной доставки экзосом с помощью конъюгированных с пептидом CP05 целевых рецепторов. Так, например,  "окраска" экзосом CP05, конъюгированным с пептидом, нацеленным на мышцы, в 18 раз увеличивала целенаправленную доставку в мышцу лекарства помещенного в экзосому

## Видео материалы
- "From isolation to characterization of exosomes"
- ISEV 2013 - "RNA profiling of exosomes" Sasha Vlassov
- Unlocking the Mysteries of Extracellular RNA Communication NIH